# Píseň pro Rudolfa III.
Píseň pro Rudolfa III. je československý komediální muzikálový televizní seriál vzniklý v produkci Československé televize, která ho také v letech 1967–1968 vysílala. Celkem vzniklo devět dílů, z nichž poslední se premiéry dočkal až v roce 2019. Seriál natočil režisér Jaromír Vašta podle scénáře Jaroslava Dietla. Hlavními postavami jsou pražský řezník Rudolf Vandas, kterého ztvárnil Darek Vostřel, a jeho dospívající dcera Šárka (Iva Janžurová), kteří z každodenního života unikají do světa své fantazie, kde se setkávají se známými popovými interprety. Ze seriálu pochází píseň Marty Kubišové „Modlitba pro Martu“, která se stala znakem odporu proti okupaci Československa v roce 1968 i symbolem sametové revoluce v roce 1989.

## Příběh
Pražský řezník Rudolf Vandas, toho jména i povolání po svém otci a dědovi již třetí v pořadí, žije běžný život a je vedoucím malého řeznictví. Zjišťuje však, že ho všední realita poněkud ubíjí a že se už nedokáže zasnít. Naopak jeho patnáctiletá dcera Šárka, kterou má s manželkou Jarmilou, má energie a fantazie na rozdávání. Dospívající dívka sleduje módní trendy a poslouchá novou hudbu. Od svého přítele, šestnáctiletého čalounického učně Jardy Vaňka, dostane darem jeho první výrobek. Šárka zjistí, že usazením v darovaném křesle dokáže zcela živě snít, takže si představuje setkání se známými zpěváky a zpěvačkami. Dokonce donutí svého otce, aby se sám do křesla posadil. I přes jeho skepsi se mu navrátí fantazie a společně se Šárkou se začne bavit svými představami, které je spolu sblíží.

## Obsazení

### Hlavní role
- Darek Vostřel jako Rudolf Vandas, řezník (dabing 9. dílu: Daniel Rous)
- Iva Janžurová jako Šárka Vandasová, studentka, dcera Rudolfa a Jarmily (dabing 9. dílu: Iva Janžurová)
- Lída Vostrčilová jako Jarmila Vandasová, manželka Rudolfa a matka Šárky (dabing 9. dílu: Kateřina Seidlová)
- Stella Zázvorková jako Blanka, prodavačka ve Vandasově řeznictví (dabing 9. dílu: Pavla Tomicová)
- Jiří Hrzán jako Jarda Vaněk, čalounický učeň a Šárčin přítel (dabing 9. dílu: Antonín Holub)
- Zdeněk Najman jako Josef Sýkora, závozník (dabing 9. dílu: Rudolf Kubík)
- Vítězslav Černý jako Jiříček, závozník (dabing 9. dílu: Zbyšek Pantůček)

### Vedlejší role
- Miroslav Homola jako Večeřa, otec Jarmily Vandasové (2 díly)

### Hostující zpěváci
Ve dvou a více dílech pěvecky a herecky účinkovali Marta Kubišová (8 dílů), Waldemar Matuška (8 dílů), Václav Neckář (8 dílů), Helena Vondráčková (7 dílů), Karel Gott (3 díly), Milan Chladil (3 díly), Eva Pilarová (3 díly), Karel Štědrý (3 díly), Pavel Novák (2 díly), Yvonne Přenosilová (2 díly), Milan Drobný (2 díly), Laďka Kozderková (2 díly) a Karel Hála (2 díly).

## Produkce

### Vývoj a natáčení
Hudební seriál Píseň pro Rudolfa III. vznikl jako nástupce písničkového pořadu Československé televize Vysílá studio A (1963–1966), na němž se autorsky podíleli režisér Jaromír Vašta, herec Darek Vostřel a dirigent Josef Vobruba a ve kterém vystupovali českoslovenští popoví zpěváci. Úzká spolupráce probíhala především s Divadlem Rokoko, v němž řada těchto zpěváků působila, Vostřel byl jeho ředitelem a Vašta s Vobrubou se na jeho produkcích také významně podíleli.
Nový seriál byl plánován přibližně na tři roky vysílání (zhruba jeden díl za čtvrtletí) a oproti svému předchůdci, který sestával pouze z klipových scének jednotlivých písní a propojovacích vystoupení uvaděče, byl již koncipován jako narativní dramatické dílo s vlastním fikčním příběhem, v rámci kterého měla být předvedena populárními zpěváky hudební čísla utvářející děj. Scénář seriálu napsal Jaroslav Dietl, režisérem se opět stal Jaromír Vašta, zatímco Darek Vostřel v něm ztvárnil titulní roli řezníka Rudolfa Vandase. Do role jeho manželky Jarmily byla obsazena Lída Vostrčilová, postavu jejich 15leté dcery Šárky zahrála Iva Janžurová. Jejího přítele, 16letého čalounického učně Jardu Vaňka, hrál Jiří Hrzán. Pro prvních pět dílů vytvářel Jaroslav Dietl scénáře na základě již vybraných písní, které pro účely epizody propojil „snovým“ příběhem. Kromě něj musel vytvořit i příběh v reálném světě a obě narativní roviny propojit.
Místo plánovaného šestého dílu s názvem „Tolerance“ vznikl v létě 1968 improvizovaný tzv. okupační díl. Po invazi vojsk Varšavské smlouvy do Československa, ke které došlo 21. srpna 1968, napsal hned 22. srpna Jaroslav Dietl sedmistránkový scénář, který pod názvem „Rudolf III. na dvoře Leonida I.“ nově označil za šestý díl seriálu. Deseti- až patnáctiminutová epizoda bezprostředně reagovala na novou situaci a vznikla na motivy protiokupační písně „Běž domů, Ivane“. Účinkují v ní pouze Janžurová, Hrzán a zpěvačka Marta Kubišová, která ztvárnila samu sebe. Režisér Vašta s kameramanem Janem Eisnerem i Jaroslavem Dietlem coby řidičem natočili 23. srpna improvizovanou technikou a beze zvuku v obvyklé pražské lokaci, která představovala Vandasovo řeznictví, s herci, rovněž s improvizovanými maskami a kostýmy, krátkou a jednoduchou scénku. Tu doplnili následnými záběry z auta, jímž se vezla Kubišová, z průjezdu okupovanou Prahou s množstvím sovětských tanků a další vojenské techniky. Toho večera pak při vysílání dílu Janžurová, Hrzán a Kubišová živě vytvořili postsynchrony a režisér doplnil písně, skladbu „Cesta“ pro záběry z průjezdu Prahou a následně píseň „Modlitba pro Martu“.
Sedmý, osmý a devátý díl již byly vytvářeny tematicky a vybraní skladatelé a textaři psali nové písně podle požadavků scénáře a v návaznosti na děj epizody. Tyto díly již obsahovaly prvky a témata vážnější (např. motiv osobní statečnosti v sedmém díle), nezřídka už reagující na události srpna 1968 (např. texty některých písní a ztvárnění některých biblických postav v písních osmého dílu). Podle původních předpokladů mělo vzniknout celkem 11 dílů, ke kterým Jaroslav Dietl postupně napsal scénáře. Do pátého dílu vznikal seriál v uvolněné atmosféře pražského jara a Dietl do jednotlivých dílů zakomponoval množství kritiky vůči komunistickému režimu. I zbylé tři „posrpnové“ epizody byly filmovány v obdobných poměrech, bez cizích zásahů, takže obsahují mnoho kritických narážek k vládnoucí vrstvě. Po srpnu 1968 však postupně nastávala změna politických poměrů, takže závěrečné dva díly (10. díl „Císař“, 11. díl „Strašidlo“) již nemohly být natočeny a poslední realizovaný (9. díl „Dinosaurus“) nemohl být roku 1969 v Československé televizi odvysílán. Již připravené natáčení 10. dílu muselo být zrušeno. Jedenáctý díl s názvem „Strašidlo“ měl celý dějový oblouk s „kouzelným“ křeslem a potřebou fantazie v životě ukončit. Seriál měl být završen uzavřením řeznictví a přestěhováním rodiny Vandasových i s křeslem.

### Hudba
V seriálu Píseň pro Rudolfa III. se především ve „snových“ sekvencích příběhu představilo množství československých popových zpěváků. Ti pro pořad natočili klipy jednotlivých písní, které byly přímo spojeny s dějem seriálu, obvykle i s účastí herců hlavních rolí. Naopak část hudebníků si zahrála i sama sebe v některých scénách „v realitě“. Kromě československých interpretů se v seriálu objevili také zahraniční hudebníci: Udo Jürgens, Hugues Aufray se svou kapelou a skupina Joy & The Hit Kids. Hudbu pro jednotlivé písně nahrál Orchestr Karla Krautgartnera, Orchestr Václava Hybše a později Taneční orchestr Československého rozhlasu, vše pod vedením Karla Krautgartnera, Josefa Vobruby a Václava Hybše. Zpěváky doprovázel Vokální sbor Lubomíra Pánka, tančil STYL Jana Pavlíka a balet Hudebního divadla v Karlíně.
Zatímco v případě prvních dílů zazněl v seriálu dramaturgicky předpřipravený výběr již populárních písní, díly sedmý, osmý a devátý byly koncipovány tematicky, takže hudbu i texty nových skladeb složila vždy jedna autorská dvojice (7. díl: hudba Jindřich Brabec, texty Petr Rada; 8. díl: hudba Zdeněk Marat, texty Zdeněk Borovec; 9. díl: hudba Angelo Michajlov, texty Eduard Krečmar).
Pro závěr sedmého dílu s názvem „Hrabě Monte Christo“ složil v létě 1968 skladatel Jindřich Brabec podle Dietlova pokynu ze scénáře vážnou, až hymnickou píseň určenou pro Martu Kubišovou. Textař Petr Rada následně vytvořil text, který měl podle Dietla obsahovat „něco jako poselství anděla smíru“. Rada pro tento účel rozvíjel motiv citátu z Komenského Kšaftu umírající matky Jednoty bratrské („Věřím i já v Bohu, že po přejití vichřic hněvu […] vláda věcí tvých k tobě se zase navrátí, ó lide český!“). V době začátku okupace měl hotovou asi třetinu písně, následně ji urychleně dokončil. Dne 23. srpna 1968 ji chtěl režisér Vašta využít do improvizovaného dílu, proto ji hned Marta Kubišová nahrála. Večer byla „Modlitba pro Martu“ poprvé odvysílána jako součást šestého dílu a v dalších dnech se objevila ve vysílání Československého rozhlasu. Později byla nově natočena již v zamýšleném orchestrálním aranžmá a v listopadu 1968 plánovaně uzavřela v této podobě sedmý díl seriálu.
Skladby ze seriálu Píseň pro Rudolfa III. vydávala souběžně s pořadem společnost Supraphon v podobě singlů; v letech 1967–1969 takto vyšlo celkem 27 sedmipalcových gramofonových desek. V polovině 90. let 20. století byl totožný výběr 19 písní ze seriálu vydán na kompilačních albech Písně z TV seriálu 1968 Píseň pro Rudolfa III. a Přejdi Jordán.

### Rekonstrukce šestého a devátého dílu
Z improvizovaného okupačního šestého dílu „Rudolf III. na dvoře Leonida I.“ se dochovaly fragmenty němých záběrů, které byly objeveny v roce 1990. Pro účely repríz celého seriálu proto v roce 1990 natočila Československá televize krátký pořad s názvem „Úvod k nenatočenému 6. dílu“ o délce devíti minut. Ve studiové dotáčce vypráví Iva Janžurová o této epizodě, o okolnostech jejího vzniku a o srpnu 1968. Některé němé sekvence byly zařazeny i do pořadu a Janžurová k nim čte ze zachovaného Dietlova scénáře část dialogů. Tento pořad se stal běžnou součástí repríz seriálu, zařazen byl také na DVD. V roce 2019 zveřejnila Česká televize na svých stránkách nekvalitní zvukovou stopu okupační epizody o délce osmi minut (bez písní).
Poslední realizovaný devátý díl „Dinosaurus“ nemohl být v dubnu 1969 odvysílán a jeho vysílací kopie byly zabaveny. Zůstala však jedna pracovní kopie, kterou režisér Vašta s kameramanem Eisnerem ukryli. Po roce 1989 však už nebyla nalezena, takže epizoda byla považována za ztracenou. V roce 2018 našel filmový badatel Otto Sotorník v pozůstalosti, kterou koupil v internetové aukci, mezi dalším filmovým materiálem právě díl „Dinosaurus“, jenž České televizi věnoval. Není jasné, zda jde o kopii, kterou Vašta s Eisnerem schovali, nebo o jednu ze zabavených kopií, jejichž osud není jistý (měly být zničeny, ale doloženo to není). Z nalezené epizody scházelo asi deset minut úvodu (šest stránek scénáře) a zvuk. Naopak se v archivu dochovaly originální playbacky všech písní z toho dílu.
Česká televize epizodu „Dinosaurus“ v létě 2019 rekonstruovala. Vznikla úvodní studiová dotáčka, v níž Iva Janžurová vysvětluje okolnosti a stručně shrnuje nedochovaný počátek děje. Pro zbytek dílu, vyjma písní, byl pořízen nový zvuk, včetně dialogů, ruchů a podkresové hudby. Epizoda byla podle původního scénáře v režii Michala Vostřeze nově nadabována novými herci, pouze Iva Janžurová a Helena Vondráčková namluvily samy sebe. Herec Antonín Holub nadaboval svého dědečka Jiřího Hrzána. Vznikl také desetiminutový dokumentární film o filmu, shrnující informace o dílu „Dinosaurus“ a jeho nálezu a rekonstrukci.

## Vysílání
První díl seriálu Píseň pro Rudolfa III. byl na obrazovkách Československé televize uveden 1. dubna 1967 ve 20.20 hod. Další díly následovaly v přibližně čtvrtletním intervalu. Krátký okupační díl byl částečně živě vysílán 23. srpna 1968 z improvizovaného studia ve Výzkumném ústavu pro sdělovací techniku A. S. Popova na sídlišti Novodvorská, odkud část pracovníků televize nějakou dobu ilegálně vysílala. Osmá epizoda s vánoční tematikou, která měla premiéru 26. prosince 1968, se stala posledním odvysílaným dílem seriálu. Seriál byl vysílán převážně v sobotu kolem 20. hodiny.
Devátý díl byl v televizních programech anoncován na 6. dubna 1969 (uveden byl i v sobotním Rudém právu z 5. dubna), z politických důvodů ale bylo jeho vysílání zrušeno a zastaveno muselo být i natáčení celého seriálu. Jednotlivé díly (vyjma okupační epizody) byly v průběhu let 1967, 1968 a jara 1969 také reprízovány, po zrušení seriálu se však již na obrazovkách neobjevily. Další reprízy proběhly až po sametové revoluci v roce 1989. Nově vytvořený „Úvod k nenatočenému 6. dílu“ byl poprvé uveden 8. března 1990 na I. programu před dílem „Hrabě Monte Christo“. Film o filmu k epizodě „Dinosaurus“ byl odvysílán 21. srpna 2019 na stanici ČT art a samotný devátý díl, dlouho považovaný za ztracený, měl premiéru 5. září 2019 na ČT art.
V roce 2013 vydala Česká televize seriál Píseň pro Rudolfa III. na DVD. V té době byl devátý díl považován za ztracený, takže tato edice jej neobsahuje. Objevil se až na dalším vydání na DVD z roku 2020.

### Seznam dílů
| Č. v seriálu | Název                           | Režie         | Scénář         | Datum premiéry     | Stav              |
| ------------ | ------------------------------- | ------------- | -------------- | ------------------ | ----------------- |
| 1            | Křeslo                          | Jaromír Vašta | Jaroslav Dietl | 1. dubna 1967      | dochován          |
| 2            | Muž v redingotu                 | Jaromír Vašta | Jaroslav Dietl | 24. června 1967    | dochován          |
| 3            | Miss Diorling                   | Jaromír Vašta | Jaroslav Dietl | 28. října 1967     | dochován          |
| 4            | Albrecht z Valdštejna           | Jaromír Vašta | Jaroslav Dietl | 31. prosince 1967  | dochován          |
| 5            | Loupež století                  | Jaromír Vašta | Jaroslav Dietl | 13. dubna 1968     | dochován          |
| 6            | Rudolf III. na dvoře Leonida I. | Jaromír Vašta | Jaroslav Dietl | 23. srpna 1968     | částečně dochován |
| 7            | Hrabě Monte Christo             | Jaromír Vašta | Jaroslav Dietl | 23. listopadu 1968 | dochován          |
| 8            | Betlém                          | Jaromír Vašta | Jaroslav Dietl | 26. prosince 1968  | dochován          |
| 9            | Dinosaurus                      | Jaromír Vašta | Jaroslav Dietl | 5. září 2019       | částečně dochován |

## Přijetí
Podle Jiřího Pittermanna z Rudého práva jsou příběhy Rudolfa a jeho rodiny ideovým pokračováním předchozích Dietlových seriálů, Tří chlapů v chalupě a Elišky a jejího rodu. V první epizodě vyzdvihl režii Jaromíra Vašty a z hereckých výkonů jmenoval postavu Rudolfa v podání Darka Vostřela a mladého Vaňka (Jiří Hrzán), který podle něj byl „živlem vzácného a neodolatelného poetického klaunství“. Za určitý nedostatek považoval méně odlehčenou postavu Šárky i s její uvolněnou dikcí a těžkopádný úvod příběhu, což připsal dani začátku celého seriálu. Po pátém díle Pittermann konstatoval vyrovnanost seriálu, který je podle něj zábavný a má nejen hlavu a patu, ale i ducha. Významné nejen na poli domácí televizní zábavy dle něj bylo vzájemné souznění scenáristy Dietla a režiséra Vašty. Moralizování ohledně postavy dědečka v sedmé epizodě pokládal za laciné a celý díl mu připomínal estrádní scénky z 50. let. Osmý díl, „se zřetelným letopočtem svého vzniku“, však dle Pittermanna vyvolává sice občasné výhrady, ale zároveň mnoho neuzavřených úvah. Dušan Kovář v časopise Kino uvedl k osmé epizodě z prosince 1968, že její příběh má nadčasovou paralelu a vede diváka „k zamyšlení nejen nad biblickým příběhem a koloritem českých vánoc, ale v poněkud sentimentálnější atmosféře letošních svátků aspoň zčásti k myšlenkám obecnějším“.
Podobně jako u kritiků, i u diváků byl seriál úspěšný. Kombinace Dietlova humoru, oblíbených postav, aktuálních popových hitů s tvářemi mnoha známých zpěváků, dobové módy a akcentu na tehdejší uvolněnou atmosféru pražského jara své publikum získala. Byť přímá kritika komunistického režimu nebyla ani tehdy možná, Jaroslav Dietl zakomponoval do scénáře množství jinotajů a narážek, takže diváci mnohé četli mezi řádky. Píseň „Modlitba pro Martu“ byla díky svému nadčasovému textu během okupace velmi populární. Stala se symbolem let 1968 a 1969 a později i sametové revoluce v roce 1989, kdy Marta Kubišová mohla, v podstatě poprvé, po téměř 20 letech vystoupit na veřejnosti.
V roce 2005 Ivan Klimeš v časopisu Dějiny a současnost popsal, že celý seriál byl vlastně vytvořen kvůli prezentaci a oslavě hvězd v té době se mohutně rozvíjející populární hudby a k rozvoji jejich kultu. Podle něj hlavní dějový rámec reálného světa s Rudolfovým řeznictvím byl často velmi volný a působí spíš jako záminka pro prezentaci televizních písniček. Uvedl, že teprve poslední dva díly mají blíže k muzikálu (tedy sedmý a osmý, neboť v době vydání článku byl devátý díl považován za ztracený). Zdůraznil taky unikátnost Písně pro Rudolfa III. z hlediska produkce, který nebyl oproti českým produkčním zvyklostem (nepočítaje první československé seriály vysílané živě) natočen nejprve jako celek a poté odvysílán, ale byl psán, vyráběn a vysílán průběžně, za pochodu. Závěrem Klimeš uvedl, že „[n]ejen svým žánrovým typem, ale i svým zapojením do dramatického dění v roce 1968 a svými produkčními a vysílacími osudy je Dietlův a Vaštův seriál Píseň pro Rudolfa III. v dobrém smyslu zeitstückem par excellence a náleží mu také v dějinách televizního seriálu i televizního vysílání v Československu z mnoha důvodů významné místo“.
Zuzana Zemanová v publikaci Písničky pro (ne)všední den: Písňové texty v české populární hudbě 60. let (2015) konstatovala, že úroveň seriálu kolísala. Po solidním úvodu byly podle ní zejména druhý a třetí díl konstruovány nevěrohodně či banálně a že zapojení jednotlivých písní do děje působilo mnohdy vykonstruovaně. Uvedla, že v případě čtvrté a páté epizody již Dietl dospěl k určité rovnováze, při které se mu podařilo „kompenzovat slabší dějovou zápletku i občasná klišé divácky atraktivními scénami zápasů v šermu či gangsterských přestřelek“, nicméně nadále zůstal problém v zapojení písní do celkového kontextu. Sedmá a osmá epizoda (devátá byla v době vydání knihy považována za ztracenou) měly podle Zemanové již větší kompaktnost a ve shodě s Klimešem se dle ní přiblížily muzikálovému tvaru.

### Poznámka
1. ↑  Pod pojem zeitstück (z němčiny) myslí Klimeš dílo, které významně zpracovává aktuální témata doby, ve které divák žije, ale které zároveň nemá ambici skrze toto zpracování zobrazit nějaké nadčasové téma.